# 三浦恵理子
三浦 恵理子（みうら えりこ、1969年3月3日 - ）は、日本のAV女優。

## 略歴・人物
東京都出身。2012年6月、43歳の時に熟女系AV女優としてデビュー。
2014年1月から7月までアダルトビデオメーカー・マドンナの専属女優。

## 出演作品

### アダルトDVD
- 初撮り人妻ドキュメント（6月21日、センタービレッジ）
- 近親相姦 母子受精（7月19日、センタービレッジ）
- 呉服屋の女房（8月30日、センタービレッジ）
- 友人の母親（9月1日、VENUS）
- お母さんと叔母さんと従兄弟と僕 大近親相姦（9月20日、センタービレッジ）共演:翔田千里
- 無防備な母さんの艶尻（10月25日、センタービレッジ）
- 青空失禁!! おもらし母（11月22日、センタービレッジ）
- 中出し温泉家族旅行 寝とられ露出交尾（12月20日、センタービレッジ）

- 三浦恵理子大全集（1月17日、センタービレッジ）※単体ベスト
- 美熟女レズマンション 〜ようこそラ・レズメゾンへ〜（2月1日、VENUS）共演:北条麻妃、柳田やよい
- 緊縛母子相姦 恩讐の中出し（3月1日、エマニエル）
- 最愛の息子と二人の母（3月7日、SODクリエイト）共演:Maika
- かけおち高校教師（3月7日、マドンナ）
- 汚された母の白衣（3月13日、溜池ゴロー）
- 幻母 禁断相姦中出し親子（4月1日、VENUS）
- 息子に服従を誓わされた義母 〜平和な日常を守る為、私は犯されました…。〜（4月7日、マドンナ）
- 友人の母（4月13日、溜池ゴロー）
- エスカレートしすぎる熟女5人、あなたの自宅に突撃訪問。 4（5月1日、プレステージ）共演:平山こずえ、当真ゆき、吉野艶子、志保
- 親戚のおばさんに筆おろしされた僕。 3（5月10日、LEO）共演:庵叶和子、北園由香利
- 恵理子ママとのやらしい生活（5月19日、VENUS）
- 「40代になって性欲が増した女教師が内緒で付き合う教え子の暴走チ○ポを学校内でも優しくヤってあげている生現場をのぞく」 VOL.1（5月23日、DANDY）※オムニバス作品
- 三浦恵理子［43歳］の素人お宅訪問（5月23日、AROUND）
- 二人の兄嫁 〜夫の生家で寝取られた美義姉妹〜（5月25日、マドンナ）共演:松嶋友里恵
- ジ・コ・マ・ン 3 美熟女編（6月7日、LEO）共演:美山蘭子、杉本芙美恵
- 熟女になっても口説かれたい…（6月10日、ブリッド）共演:岩下みちる、藤沢未央
- 夫一途の真面目な主婦たち‥ 人妻不倫告白掲示板 〜翔田千里〜（6月25日、サイドビー）主演:翔田千里 ※特典映像に出演
- 近親相姦 愛しい息子を奪われて…（6月25日、マドンナ）共演:杉本芙美恵
- 幻母 禁断母子スワップ 貞淑親子VS淫乱親子、色情狂いのW中出し交姦（7月1日、VENUS）共演:佐藤美紀
- SEXのハードルが異常に低い世界 6 スペシャル（7月6日、DEEP'S）※オムニバス作品
- SEX総合病院エリート女医 職権乱用病院内SEX三昧濃厚生中出し（7月13日、セレブの友）
- 私、アレが大好きな絶倫男と再婚しました 40才主婦（7月13日、FAプロ・プラチナ）共演:辺見麻衣
- 妻の過去 偶然再会した同級生に再び犯された私…（7月13日、溜池ゴロー）
- 清楚で素敵な義母さんは、息子のデカチンに夢中で今日もマ○コを濡らす（7月18日、ヒビノ）
- 三浦恵理子 ゴールデンベスト（7月25日、センタービレッジ）※単体ベスト
- 10発中出しするまで勃起させちゃうお姉様SEXテクニック（8月1日、ワンズファクトリー）
- 人妻ハイレグ羞恥（8月7日、マドンナ）
- 熟女狩り 3（8月10日、ブリット）共演:大田ゆりか、福元美砂恵
- 夫の親友に犯され感じてしまった私…（8月13日、溜池ゴロー）
- 近親［無言］相姦 隣にお父さんがいるのよ…（8月13日、VENUS）
- パキパキにガンギマる（8月22日、AROUND）
- 中出しお義母さんが教えてあげる 膣から滴る息子の精液に欲情する母たち（8月25日、ビッグモーカル）※オムニバス作品
- ソープに堕ちた女教師（9月1日、ワンズファクトリー）
- 43歳 三浦恵理子 お母さんが初めての女になってあげる 本格家庭内相姦物語（9月1日、ABC）
- 私…、恥ずかしい女になりました。（9月7日、アタッカーズ）
- 有閑マダム レズ美アン（9月13日、U&K）共演:松嶋友里恵
- 二面性のある女 〜模範と背徳寮母は不思議なメガネを外して激しく淫らに腰を振る〜（9月13日、セレブの友）共演:風間ゆみ
- 完熟 〜あらゆる欲望の集合体。（9月13日、E-BODY）
- 女教師監禁レイプ 自宅を占拠され生徒にイカされ続けた若妻の3日間（9月13日、溜池ゴロー）
- 究極の中出し近親相姦企画 最愛の息子に伝えたい… 妊娠させるための性教育 5（9月19日、DEEP'S）共演:有本紗世
- 嫁姑レズ調教 〜寄生された嫁…涙の接吻調教〜（9月25日、マドンナ）共演:白木優子
- 借金夫婦 妻を他人に抱かせました2（9月25日、サイドビー）
- 夢を叶えるセックス ドスケベ女がやりたい放題! 2（9月25日、サイドビー）※オムニバス作品
- 緊縛女囚拷問刑務所 2 冤罪強制入獄電流拷問肉体懲罰…愛する実弟と涙の近親相姦生中出し（9月25日、セレブの友）主演:翔田千里
- 母がソープに堕ちる時…（10月13日、溜池ゴロー）
- S級熟女コンプリートファイル 三浦恵理子 4時間（10月13日、ヴィーナス）※単体ベスト
- 中出し近親相姦 お義父様やめて下さい 義理の父に中出しされる息子の嫁 第弐章（10月25日、ビッグモーカル）※オムニバス作品
- ご近所妻スワッピング 〜抑え切れない性欲を夫の留守中に…〜（10月25日、マドンナ）共演:川上ゆう、松本まりな
- 自慰快楽パラノイド 2（10月25日、セレブの友）
- 熟女女優目隠し選考会（11月8日、LEO）共演:松本まりな、桜庭塔子
- 夫婦交換のぞき（11月13日、FAプロ）共演:翔田千里
- 男根の誘い（11月13日、溜池ゴロー）
- 最高級生中出しソープ 借金返済のために身体を売った専業主婦の美人妻（11月13日、セレブの友）
- バイト先で知り合った素敵な奥さん（11月25日、マドンナ）
- 三浦恵理子 BEST（12月13日、溜池ゴロー）※単体ベスト
- 朗読ヘドニスト 〜飽くなき性の探求者〜 究極の4射精ファック（12月13日、セレブの友）
- Madonna10周年記念作品 マドンナ熟女祭 〜10年に1度の大祭を仕切るのは誰!?愛液乱れ飛ぶ婦人会対抗の乱〜（12月25日、マドンナ）共演:白木優子、愛田奈々、小森愛、結城みさ、翔田千里、村上涼子、北条麻妃、風間ゆみ、牧原れい子、友田真希

- 三浦恵理子が本性さらす不倫旅（1月20日、ブレスト）
- 義理の息子を愛した未亡人（1月25日、マドンナ）
- 私を犯してください… 非日常的快楽を貪る奥様達のおねだり拘束遊戯生中出し（1月25日、セレブの友）※オムニバス作品
- 美熟女ソープ壺姫御殿（2月25日、マドンナ）
- 天然しぼりたて!! 三浦恵理子ベスト 8時間2枚組（2月1日、セレブの友）※単体ベスト
- 人気美熟女大共演!! 美熟女教官だらけの童貞自動車免許合宿所（3月25日、マドンナ）共演:神波多一花、星咲優菜、野間あんな
- 嫁の母（4月25日、マドンナ）
- 憧れの美熟女教師と修学旅行 〜永遠に忘れられない秘密の思い出…〜（5月25日、マドンナ）
- 母の友人（6月25日、マドンナ）
- 魅惑の乳首快感エステサロン 〜美熟女エステティシャン達による極上ニップルセラピー〜（7月25日、マドンナ）共演:翔田千里、本庄優花
- とっても世話焼きな人妻大家さん（8月25日、マドンナ）
- お受験ママの肉体内申書（9月25日、マドンナ）
- 帰郷義母 〜真夏に激しく求め合う汗だくの母子〜（10月25日、マドンナ）
- ながえプロデュース 解禁!特典映像集 ぬめり合うべろとくちびる（11月8日、サイドビー）※オムニバス作品
- 大衆熟女風俗 夢の二輪車SPECIAL!!（11月25日、マドンナ）共演:加藤英子
- 三浦恵理子 全7タイトル8時間 COMPLETE BEST（12月25日、センタービレッジ）※単体ベスト
- 番台さんを誘惑する人妻 〜若い肉棒に溺れる背徳銭湯〜（12月25日、マドンナ）

- 肉欲にまみれた主婦合コン 〜若い男に溺れてしまった私〜（1月25日、マドンナ）共演:長澤都、藤下梨花
- 叔母の誘惑 〜僕の劣情を虜にする熟れた肉体〜（2月25日、マドンナ）
- 三浦恵理子 コンプリート12時間（3月13日、溜池ゴロー）※単体ベスト
- 丸ごと! 三浦恵理子SPECIAL16時間 〜マドンナ専属NO.1美熟女 待望の初ベスト!!〜（3月25日、マドンナ）※単体ベスト
- あなた、許して…。 －二人だけの秘密－（4月7日、アタッカーズ）
- 妻をオフ会で寝取られて…。（5月7日、マドンナ）
- 【観覧注意】本数限定! 凌辱された熟女! 悲惨すぎて炎上した問題映像（5月10日、ブリット）
- 人妻凌辱痴漢電車 〜繰り返される通勤猥褻に溺れて〜（6月7日、マドンナ）
- 人妻の卑猥な接吻と性交 〜叔母を狂わせる甥の背徳舌戯〜（7月7日、マドンナ）
- エステで火照る不貞妻（8月1日、光夜蝶）
- 夫は知らない 〜私の淫らな欲望と秘密〜（8月7日、マドンナ）
- 美熟女のレズ・ストーリーは突然に。（8月7日、ビビアン）共演:宮部涼花
- 熱帯夜（8月13日、溜池ゴロー）
- めかけ恋女 〜逃れられない淫虐の関係〜（8月14日、オルガ）
- 淫乱団地妻 隣人との中出し快楽に堕ちた貞淑妻（8月19日、乱丸）
- 息子を溺愛する母、三浦恵理子と申します。（8月19日、ABC）
- 人妻夜這いレズ 〜メスに目覚める真夏の初夜〜（9月25日、マドンナ）共演:大島優香
- 痴女よりエロい! 妄想女のやりたい放題!（9月25日、ながえSTYLE）※オムニバス作品
- 夫の目の前で犯されて－ 部下に寝取られた愛妻（10月7日、アタッカーズ）
- 若い男に抱かれてみたくて疼いてしまう・・エッチな変態おばさんと思われないかとドキドキする・・ 私、、、40過ぎたおばさんだけど抱いてくれますか?（10月10日、ホットエンターテイメント）※オムニバス作品
- 臨時女教師、恵理子の誘惑。（10月25日、マドンナ）
- 義母さんねぇ… 「好みのタイプ」が「童貞クン」なの♡（8月19日、無言）
- 義弟に汚された兄嫁（11月13日、溜池ゴロー）
- 暴風雨 妻の親友と二人だけの夜（11月25日、マドンナ）
- 熟逆3Pトランス（11月25日、美）共演:安野由美

- 恥辱に濡れた、ランジェリー。（1月7日、マドンナ）
- 熟ジェンヌレズビアン 〜美熟女2人の熾烈なスター争い〜（1月7日、ビビアン）共演:安野由美
- 三浦恵理子 SUPER BEST（2月1日、ABC）※単体ベスト
- TEPPAN未収録 極みのパイズリ フィニッシュまで完全収録!（2月1日、TEPPAN）※オムニバス作品
- 母子姦 夫から贈られたミニスカートをはく母（2月4日、グローリークエスト）
- 丸ごと! 三浦恵理子8時間 〜四十路ナンバー1美熟女が燃え上がる不貞SEX全16本番BEST〜（2月7日、マドンナ）※単体ベスト
- 僕のねとられ話しを聞いてほしい 浪人生の教え子に寝盗られた家庭教師の妻（2月7日、JET映像）
- 教育熱心お母さん ショタ快楽堕ち（2月13日、MOODYZ）
- 子宮が疼く女教師が連続中出しさせてくれる強制勃起テクニック（3月1日、Fitch）
- 童貞が好きなおばさんのもの凄い筆おろし（3月7日、マドンナ）
- 向かいに越して来た人妻は、犯される度にスケベになっていく…。（3月13日、溜池ゴロー）
- 私はもう、夫の元には戻れない…。 -貞操を狂わす再会-（4月7日、マドンナ）
- 湯けむり不倫宿 美人妻と過ごす1泊2日ドキュメンタリーフィルム（4月20日、スターパラダイス）※オムニバス作品
- 隣人調教 ～人妻が教えこまれた雌犬性奉仕～（5月7日、マドンナ）
- 三浦恵理子ベストセラーBOX（5月25日、セレブの友）※単体ベスト
- ハーレム一夫多妻special ～綺麗なお姉様は全員アナタの奥さん～（5月25日、痴女ヘブン）共演：篠田あゆみ、KAORI、たかせ由奈、原ちとせ
- こんな女に抱かれたい（6月3日、ワープエンタテインメント）
- 妻の恵理子を、経験人数1000人以上のヤリチン弟に寝取られた。（6月7日、マドンナ）
- 昭和人妻官能絵巻 第二章 ～背徳に悶える妖艶な肉体達～（6月10日、オルガ）※オムニバス作品
- 俺の知らない妻の顔 ～近所の劣等生に寝取られて～（7月7日、マドンナ）
- 母子交尾 ～信州中野路～（7月19日、ルビー）
- 囁き淫語 欲求不満な叔母さんが寝ている僕の耳元で…（8月7日、マドンナ）
- 絶頂と同時にアナルがヒクつくびしょ濡れデカ尻ファック（9月1日、Fitch）
- 過保護な生姦（9月2日、光夜蝶）
- 近所の団地妻に勃起薬を飲まされて、いきなりしゃぶられて発射させられて、中出しで筆おろしまでされてしまった僕。3（9月2日、LEO）共演：たかせ由奈
- 時間無制限! 発射無制限! M男専用 超高級中出し淫語ソープ（9月25日、痴女ヘブン）
- 覗き穴（9月25日、マドンナ）
- 10年に一度の絶品淑女 三浦恵理子（10月7日、ながえSTYLE）※単体ベスト
- 妄想だけでパンツを湿らす欲ボケ妻のガマン汁（10月13日、ANNEX (無言) / HERO）
- 絶頂義母 ～目の前で僕の同級生に犯されて…～（10月25日、乱丸）
- 彼女の母（11月17日、センタービレッジ）
- 職場で大胆に迫ってくる肉欲女上司（12月25日、マドンナ）

- ヘンリー塚本 中年男女たちの禁断の愛のドラマ集４ 無節操（1月25日、FAプロ）※オムニバス作品
- 淫語で誘う寸止め焦らし痴女 ～僕を生殺しにして愉しむ義理の母～（2月13日、Fitch）
- 義父のチ○コに逆らえない。夫に内緒でこっそり絶頂…、背徳感あふれる卑猥な寝取られセックス。NTR 4時間巨乳人妻7人（2月24日、TMA）※オムニバス作品
- 美熟女AV女優が出会い系サイトを使って童貞探し わたし達が初めての人になってあげる!（2月25日、溜池ゴロー）共演：今井真由美
- 父が出かけて2秒でセックスする母と息子（4月7日、VENUS）
- 丸ごと! 三浦恵理子8時間 ～絶世の美熟女が魅せる背徳と情念の濃厚SEX全19本番～（4月25日、マドンナ）※単体ベスト
- 「こんなおばさんでもいいのかしら♡」もうタマらないお色気ムンムン熟女たちの賞味期限はまだまだ先よスペシャルっ!! Part 2（5月1日、LEO）※オムニバス作品
- 淫語を漏らしながらジュルジュルと音を立て金玉から亀頭までしゃぶり尽くすフェラチオ（5月13日、痴女ヘブン）
- ママのリアル性教育（5月18日、グローリークエスト）
- 欲求不満な人妻の淫マン見せつけ誘惑 たっぷり焦らした特濃精子を膣内吸引する奥様（7月19日、Fitch）
- 本当にあった!! 完熟生保レディの中出し契約テクニック（7月20日、センタービレッジ）
- 寝取り母 7 実は計画的に娘のダンナを寝取りたい母は、朝からオ●ンコが濡れまくりで2回も下着を取り替える始末。そしていざ決戦の日。今日はとっておきの香水たっぷり振りかけて、娘婿を誘惑しますっ!!（8月4日、LEO）※オムニバス作品
- 地味で真面目な妻がサセ子と呼ばれている件について、僕は怯えながらも調べる事にした。（8月25日、マドンナ）
- 嫁の母親に中出ししてしまった（11月7日、VENUS）
- 絶倫男達が群がる人妻の強制生ハメ労働（11月13日、Fitch）
- ED ～勃起不全～ 治療クリニック（11月25日、AVS collector’s）
- 入院先で働く叔母に我慢できず勃起チ○ポの性処理をお願いしたらこっそり世話をしてくれて…。（12月19日、マドンナ）

- じっくり高める手コキでもてなす完全勃起ともの凄い射精の回春旅館（1月13日、Fitch）
- お義母さん、にょっ女房よりずっといいよ…（1月25日、タカラ映像）
- 友達の母親 ～最終章～（2月15日、センタービレッジ）
- 週末にバーベキューを楽しむ近所の仲良し夫婦3組。昼から飲み過ぎ、はしゃぐ奥様たち。…こっそり誘ってみたら意外にOK?! うっかり中出し。大丈夫、僕は絶対に言いませんから!! 7（3月9日、LEO）※オムニバス作品
- インポ男をガン勃ちさせる 痴女妻の腰砕けザーメン絞りテクニック（3月13日、Fitch）
- 妻に何が起こったか? ～自慢の美人妻が義父や息子にセックスを仕込まれました～（3月25日、ビッグモーカル）※オムニバス作品
- やらせてっ、おばさん!!（4月6日、LEO）※オムニバス作品
- お母さんといっしょ 僕と母と淫靡な湯治と。欲求不満の人妻は温泉旅館で息子に抱かれ激しく悶える近親相姦。12人4時間（4月25日、ビッグモーカル）※オムニバス作品
- 橋本れいか レズ解禁!! 美熟女プロゴルファーレズビアン（6月7日、マドンナ）共演：橋本れいか（主演）
- 突然押しかけてきた嫁の姉さんに抜かれっぱなしの1泊2日（6月19日、VENUS）
- 学生寮のラグビー部員の勃起チ○ポが欲しくて堪らないオシャブリ中毒奥さん（8月25日、マドンナ）
- 「もうこれで最後よ…」「えっ？母さん僕のチ●ポ嫌いなの？本当に忘れられるの?」自分で背徳関係解消宣言しながらも内心は息子チ●ポが愛おしくて仕方がない母とボクの何回イッても終わらないエンドレス種付け相姦!!（9月6日、センタービレッジ）
- S級熟女コンプリートファイル 三浦恵理子6時間（10月19日、VENUS）※単体ベスト
- 「続きは帰ってからね？…」伯母さんに焦らされながら大人になっていく3日間（10月25日、マドンナ）
- 部長の奥さんがエロすぎて…（12月13日、VENUS）
- もしも… ムチムチプリプリの美痴女が突然家族の一員になったとしたら… 12人4時間（12月15日、ビッグモーカル）※オムニバス作品
- マドンナ15周年記念超大作!! ジャンボドリーム大共演!! 100億を拾った男と10人の美熟女 人生逆転ハーレム豪遊生活（12月25日、マドンナ）共演：水戸かな、友田真希、佐々木あき、遥あやね、吉瀬菜々子、澤村レイコ、風間ゆみ、白木優子、一色桃子

- 一線を越えてはならない関係だからこそ 人目を忍んで激しく愛し合う泥沼親子（1月25日、なでしこ）※オムニバス作品
- マン引き家族 ～そして義母になる～（1月25日、なでしこ）※オムニバス作品
- 栄光からの転落… 100億の負債を背負った僕に降りかかった悲劇 ～10人の美熟女に犬として調教され続ける日々…。～（2月1日、マドンナ）共演：白木優子、友田真希、佐々木あき、三浦恵理子、吉瀬菜々子、風間ゆみ、遥あやね、一色桃子、水戸かな、澤村レイコ ※「AV OPEN 2018」人妻・熟女部門エントリー作品
- 【相姦の家】旦那の父と 性愛に溺れた嫁（3月8日、アダム書房）※オムニバス作品
- 抜かずの六発中出し 近親相姦密着交尾（3月14日、センタービレッジ）
- 「若いからずっと元気ね。」マ○コから抜いたばかりの肉棒を物足りなさそうにしゃぶりつく年の差フェラ性交。（3月25日、マドンナ）
- あの 時のセフレは…友達の母親（4月11日、タカラ映像）
- 奇跡の熟女 三浦恵理子（4月26日、ワープエンタテインメント）※単体ベスト
- 転職先の女上司に勤務中ずっと弄ばれ続けている新人の僕（5月25日、マドンナ）
- 嫁が置手紙を残して突然の家出! 『これからどうしたらいいんだぁ～』と落ち込んでいる僕を心配してやってきた義母が家に泊まることになったのだが…風呂上りにほぼ裸で家をウロウロする姿に思わずドキドキ、いつしか嫁を忘れて襲いかかり中出ししてた!! 6。（６月２日、VENUS）
- 僕が出張で家を空けた週末(嘘)、妻は間男と一心不乱にハメまくっていた。そして、出張に行ったふりをした僕は、自宅に隠れて一部始終を目撃して…。（6月25日、マドンナ）
- 夫婦ゲンカで家出してきた隣の奥さん ～背徳感のある壁一枚向こう側の浮気セックス～（9月5日、センタービレッジ）
- 密着セックス ～悲しみを埋め合う職場不貞愛～（9月7日、マドンナ）
- フル勃起したチ●ポを根元までズボズボする気持ちいい喉奥フェラチオ（9月25日、AVS collector’s）※オムニバス作品
- 義理の息子 性欲の強い息子にめろめろにされた義母（9月26日、タカラ映像）
- 近親相姦中出しソープ 初めての熟女風俗、指名したら母ちゃんだった（12月13日、VENUS）
- 母と息子の中出し性活。（12月26日、タカラ映像）

- 年下の子に「まだ帰らないで」と言われたら…。 休日に、部下の自宅で…。一日中 籠りっきり性交。（1月25日、マドンナ）
- ファンの自宅をゲリラ訪問! 三浦恵理子さんとしてみませんか ～憧れの熟女と夢の中出しセックス～（2月6日、センタービレッジ）
- 代理出産の母（4月9日、タカラ映像/ALEDDIN）
- 最高の乳首イキ近親性交 ～美しい母の敏感乳首をつまんで引っ張りこねくり回した息子～（5月1日、VENUS）
- 絶倫息子との禁断濃厚密着セックスに乱れまくる母たち…（6月27日、グラフィティジャパン）※オムニバス作品
- 官能的な下着姿で男たちを惑わせる淫乱ミセスの妖艶ランジェリー性交（8月20日、センタービレッジ）
- お母さんをからかわないで! 性欲剥き出しの息子にグッタリするまでイカされました… 背徳の母8人 4時間（8月22日、ビッグモーカル）※オムニバス作品
- 三浦恵理子 The Best 8時間 ～変わらない美しさ、止まらないエロス―。厳選収録10作品、全18本番SPECIAL～（9月7日、マドンナ）※単体ベスト
- 美人で自慢のお母さんと二人で出掛けた温泉旅行で無防備な母の裸体に興奮してしまい思わず犯してしまった人には言えない過ち（9月26日、セブンエイト）※オムニバス作品
- 文学系の母親が息子の友達を抵抗できないように拘束して中出しさせるじわじわねっちょり淫語たっぷりセックス（11月1日、VENUS）
- 三浦恵理子スーパーベスト8時間（11月25日、セレブの友）※単体ベスト

- 三浦恵理子でござひます。2枚組8時間（2月11日、タカラ映像）※単体ベスト
- 「おばさんの下着で興奮するの?」 脱ぎたてのパンティで甥っ子の精子を一滴残らず搾りとる叔母（5月19日、VENUS）
- 三浦恵理子 Precious Best 28シーン13中出し25発射（7月8日、センタービレッジ）※単体ベスト
- 三浦恵理子 The Complete Best 16時間 伝説の美熟女を堪能する全53本番―!!（11月9日、マドンナ）※単体ベスト

### アダルトVR

#### 2019年
- 初VR!! 三浦恵理子 気が狂いそうなほど淫語責めしてくる人妻ビジネスマナー講師の行列ができる熟JOI性指導に翻弄される僕 (3月1日、マドンナ)

### イメージDVD
- 艶裸（2013年4月4日、グラーツコーポレーション）